# Power (пісня Каньє Веста)
«Power» (стилізовано як «POWER»; англ. «Влада») — пісня американського репера Каньє Веста, що вийшла 1 липня 2010 року як перший головний сингл з його п'ятого студійного альбому My Beautiful Dark Twisted Fantasy. Композиція виконана спільно з американським соул-співаком Dwele. В основі «Power» лежать семпли трьох композицій: «21st Century Schizoid Man» британської прогресив рок-групи King Crimson, «Afromerica» французької диско-групи Continent Number 6 і «It's Your Thing» американської фанк-групи Cold Grits.
«Power» став першим синглом, який репер випустив після інциденту на MTV Video Music Awards 2009, ознаменувавши повернення Каньє до музики. Він вийшов в iTunes Store 1 липня 2010 року і дебютував на 22-му рядку чарту Billboard Hot 100, пізніше став двічі платиновим у США. Багато видань, серед яких Time, Pitchfork, Spin та Rolling Stone, включили «Power» до своїх списків найкращих пісень 2010 року. Також її було номіновано на найкраще реп виконання на 53-й церемонії вручення премії «Греммі».
Трек рекламувався музичним кліпом, режисером якого став Марко Брамбілла. На відео показаний довгий кадр, як камера віддаляється від Веста. Відео отримало схвальні відгуки критиків і дві номінації на MTV Video Music Awards. Вест виконав цю пісню в Saturday Night Live, на BET Awards 2010, на музичному фестивалі Coachella 2011, а також у своєму турі Watch the Throne. Ремікс пісні за участю Jay-Z вийшов 20 серпня 2010 року в рамках щотижневої серії Каньє Веста GOOD Fridays.

## Передісторія
2009 рік був непростим для Каньє Веста. Його четвертий синті-поп-альбом 808s & Heartbreak, вийшов наприкінці 2008 року після смерті його матері, отримав змішані відгуки критиків. Однак більшою подією стала його витівка на MTV Video Music Awards 2009, під час якої він вийшов на сцену, коли Тейлор Свіфт отримувала нагороду, відібрав у неї мікрофон, і заявив, що нагороду мала отримати Бейонсе. Сам Каньє стверджує, що причиною стала перевтома. Після цієї витівки, за яку його критикували багато знаменитостей, репер взяв паузу у роботі музикою і зосередився на дизайні одягу. Однак невдовзі він вирушив на Гаваї, де почав роботу над своїм п'ятим альбомом My Beautiful Dark Twisted Fantasy. Композиція «Power» стала першим синглом з цього альбому. Пізніше Каньє Вест назвав My Beautiful Dark Twisted Fantasy «альбомом-вибаченням», а «Power» — своєю «найменш прогресивною піснею», що вийшла як сингл.

## Запис
Попри те, що у Каньє Веста у студії над альбомом працювали різні відомі продюсери, інструментал композиції «Power» був створений менш відомим продюсером S1. Спочатку він призначався для друга Каньє, репера Rhymefest. Однак той показав інструментал Весту, і він йому дуже сподобався. Вест запросив S1 до себе в студію на Гаваї, де показав йому незакінчену версію «Power. Через місяць він запросив його ще раз, показавши відшліфовану версію.
У документальному фільмі Something from Nothing: The Art of Rap Каньє стверджує, що до My Beautiful Dark Twisted Fantasy він не писав заздалегідь тексти і називає «Power» переломним моментом. «Я не писав тексти для своїх перших чотирьох альбомів. Я одразу заходив у кабінку [і складав на ходу]. Але на своєму останньому альбомі My Beautiful Dark Twisted Fantasy я писав. Я переконав себе, що моє життя залежить від успіху цього альбому». Також репер заявляє, що на твір тексту «Power» він витратив 5000 годин і що він хотів створити композицію, яка надихатиме людей, взявши за основу свої композиції «Stronger» та «Good Life».
Назва «Power» взята з фрази, сказаної поліцейським про Малколма Ікса — «ніхто не повинен володіти настільки великою владою». Ця цитата також використовується у приспіві пісні.

## Музичний стиль та лірика
«Power» ознаменувала повернення Каньє Веста до хіп-хопу після 808s & Heartbreak. Музичні критики відзначали «похмуре», «дивне», «апокаліптичне», але в той же час «звучання композиції, що бадьорить». В основі «Power» лежать семпли, взяті з трьох композицій: «Afromerica» французької диско-групи Continent Number 6, з якої були взяті хопки та вигуки., «21st Century Schizoid Man» британської прогресив рок-групи King Crimson, яка використовується в приспіві, та «It's Your Thing» американської фанк-групи Cold Grits, з якої було взято партію ударних. «Power» включає елементи попередніх робіт Веста: мілітаристські вигуки «Jesus Walks» з альбому The College Dropout, ударні в стилі «Crack Music» з Late Registration і атмосферне звучання клавішних і струнних інструментів з 808s & Heartbreak. Pitchfork назвав «Power» «поглядом назад, що звучить при цьому свіжо».
Текст цієї композиції, названий Rolling Stone «класичним Канье», містить елементи, що були у його попередніх роботах. Pitchfork назвав «Power» «безперечно захоплюючою роботою, повною зарозумілості, навіть для жанру, основою якого є хвастощі і самолюбування».

## Реліз і промоушн
28 травня 2010 року незавершена версія композиції «Power» потрапила в Інтернет. 2 червня вийшла завершена версія, разом з додатковою обкладинкою. 1 липня сингл став доступним в онлайн-магазині iTunes Store. Він дебютував на 22-му рядку чарту Billboard Hot 100. Он дебютировал на 22-й строчке чарта Billboard Hot 100. У вересні 2010 року «Power» вийшла у вигляді picture disc — вінілової платівки, з нанесеним на неї зображенням з обкладинки синглу.
Обкладинка синглу «Power» була створена американським художником Джорджем Кондо, автором обкладинки для My Beautiful Dark Twisted Fantasy. На ній зображено відрубану голову Каньє Веста з короною, через ліве вухо в яку вставлений меч. Бред Віт з Entertainment Weekly, описуючи обкладинку, пише: «Під кінець [композиції] Вест запитує: „Чи вистачить тобі сил, щоб відпустити владу?“. Мені здається, що цим зображенням він має на увазі, що йому вистачить». Також було створено додаткову обкладинку, на якій зображено спотворене обличчя Веста з кількома відкритими ротами. На думку The Awl, ця обкладинка є самокритикою Веста, метафорою, за допомогою якої він визнається, що надто багато говорить на публіці.

### Ремікс

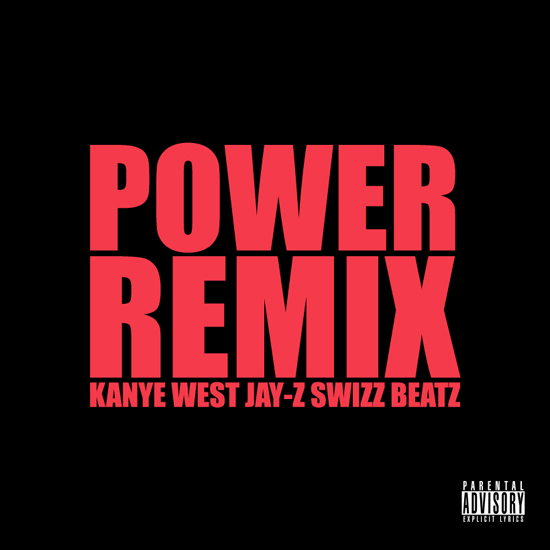
Обкладинка ремікса «Power»

Незадовго до виходу My Beautiful Dark Twisted Fantasy Каньє Вест запустив акцію GOOD Fridays — щотижневу безкоштовну роздачу нових композицій. Щоп'ятниці він випускав нові пісні, записані з артистами створеного ним лейблу, GOOD Music, а також іншими музикантами, з якими співпрацював раніше. Ремікс на «Power» став першою композицією, що вийшла в рамках цієї акції. Дата випуску реміксу, 13 серпня 2010 року, була оголошена в ефірі радіо Hot 97. Також було оголошено, що у записі реміксу взяв участь друг Веста, репер Jay-Z. Проте дату виходу було перенесено на 20 серпня. Ремікс вперше був представлений в ефірі Hot 97. Його продюсером став Swizz Beatz. Він значно змінив другу половину реміксу, використавши в ній семпл композиції «The Power» євроденс-групи Snap!.

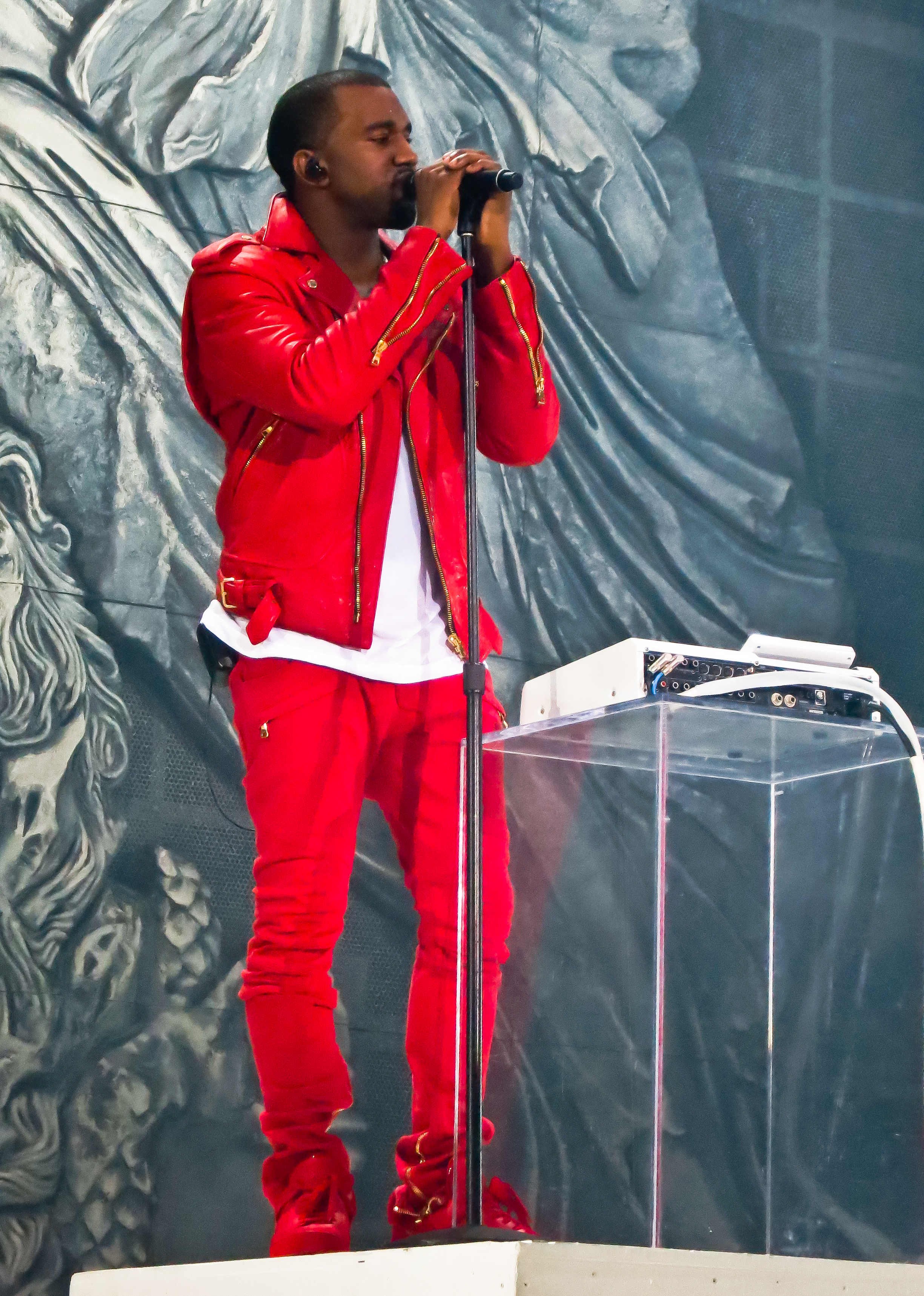
Виступаючи з композицією «Power», Каньє Вест часто одягав червоний костюм зі своїми снікерами Nike Air Yeezy 2 “Red October”

«Power» вперше була представлена 28 червня 2010 року, на церемонії вручення премії BET Awards 2010. Виступ репера на вершині штучного вулкана було відзначено критиками: MTV назвав його «урочистим», Complex — «надмірно впевненим, гідним отриманих овацій», а Consequence of Sound — «повним впевненості та енергії».
2 жовтня Каньє Вест виконав «Power» на Saturday Night Live. Для цього виступу репер змінив текст одного з куплетів: композиція, записана після випуску скетчу, в якому зображалася його витівка на MTV VMA 2009, містила рядок «до біса SNL і всю їхню знімальну групу!». Під час виступу у своєму червоному костюмі навколо нього танцювали балерини, одягнені у біле. Сцена, на якій він виступав, також була вкрита білою тканиною. Цей виступ став першим за 35-річну історію шоу, коли виконавцю дозволили змінити зовнішній вигляд сцени. Spin назвав цей виступ одним із найунікальніших за всю історію шоу, а MTV зазначив, що Каньє Вест «виглядав переможцем на сцені» і що він «прийшов, побачив, переміг».
У вересні 2010 року Вест виступив у Нью-Йорку, в рамках спільного туру Емінема та Jay-Z The Home & Home Tour. Каньє та Jay-Z виконали ремікс «Power», а також композицію «Monster». У листопаді Вест виступив на MTV Europe Music Awards 2010, де спільно з гуртом 30 Seconds to Mars виконав їхню композицію «Hurricane», після чого виконав композицію «Power». Вест також виконував цю композицію під час спільного з Jay-Z концертного туру Watch the Throne. 2011 року репер виконав «Power» на музичному фестивалі Коачелла. Сам Вест стверджує, що це був «найважливіший» виступ з моменту смерті його матері і що він створював цю композицію, щоб виконати її саме на цьому фестивалі. MTV назвав цей виступ «одним із найбільш запам'ятовуваних виступів» в історії фестивалю, в той час як Rolling Stone, назвавши «Power» «одною з найграндіозніших пісень» Веста, заявив, що цей виступ був одним із основних у програмі репера.

## Музичне відео
Музичне відео на пісню було представлене 5 серпня 2010 на телеканалі MTV. Режисером 90-секундного кліпу став Марко Брамбілла.
Відео починається з того, що в кадрі з'являється Каньє Вест, що дивиться в камеру очима, що яскраво світяться. Камера повільно віддаляється від нього, показуючи глядачеві одягнений на нього великий золотий ланцюг із такою ж великою підвіскою у формі голови єгипетського бога Гора. Камера продовжує віддалятися, після чого стає видно, що Вест стоїть у коридорі з чорними колонами, оточений жінками, зображеними в образі різних богинь. З обох боків від нього стоять жінки з палицями, зображені у вигляді єгипетських богинь Ісіди і Хатхор, що стукають цими палицями об підлогу в такт музиці. Над головою репера висить Дамоклів меч. У той же час з різних боків на нього стрибають дві людини, замахуючись мечами. Камера переходить на інших персонажів, після чого повертається до каньє. Усі постаті, крім двох із мечами, зникають. Їхні мечі сходяться в одній точці над головою репера, після чого кліп закінчується і на екрані з'являється напис «POWER».
Сам Каньє Вест назвав цей кліп «рухливою картиною». Entertainment Weekly назвав його «короткою хвилею образів, що збиває з пантелику, залишає багато уяви». Режисер кліпу, Марко Брамбілла, зазначив, що темою кліпу є гріхопадіння і що він є візуальною метафорою, яка відсилає до інциденту на MTV VMA 2009. Репер також стверджував, що цей кліп є трейлером до більшої роботи, проте вона так і не вийшла. MTV заявив, що «Power» змінив те, як ми дивимося на музичне відео - це не просто кліп, це монтаж сучасного мистецтва, що включає в себе безліч різних єгипетських образів і можливих посилань до «Створення Адама» Мікеланджело. Цей кліп отримав дві номінації на премії MTV Video Music Awards 2011: за найкращі спецефекти та за найкращу художню роботу.

## Комерційний успіх
Попри значний успіх у критиків, «Power» мав менші комерційні результати. Протягом тижня, починаючи з 8 липня 2010 року, пісня «Power» зайняла 22 місце в Billboard Hot 100 і була названа найкращим дебютом тижня. Хоча пісня досягла високого дебюту, пісня залишалася там лише тиждень, що також стало піком пісні. Попри це падіння в чартах, пісня зрештою стала платиновою.
У 2017 році Official Charts Company виявила, що «Power» була 83-ю найпродаванішою хіп-хоп піснею всіх часів у Великобританії. 2018 року Spotify назвав цю пісню четвертою найпопулярнішою піснею для тренувань усіх часів, тоді як «Stronger» була третьою в списку.

## Критика
Композиція «Power» отримала позитивні відгуки критиків, багато з яких називали її одним із найкращих синглів Каньє Веста, серед випущених за останні роки. Rolling Stone назвав її найкращим синглом із часів «Stronger». Billboard відзначив «оснований на рок-музиці продакшн, рими, що запам'ятовуються, і незмінний характер» і назвав її «вибуховим синглом». Pitchfork назвав її «екзальтацією», в якій зійшлися різні особи Веста. PopMatters відзначив безліч деталей, доданих в альбомну версію композиції «Power». HipHopDX назвав цю композицію «одним із найкращих моментів альбому» і заявив, що «таким Каньє Вест запам'ятається серед любителів лірики найкраще». The A.V. Club назвав «Power» «приголомшливим синглом, що найкраще показує бачення Веста» і відзначив «жваву перкусію та привабливі електрогітари». BBC Music назвав її «блискуче помпезною». Slant Magazine зазначив, що «Power» не схожа за звучанням на інші хіп-хоп-композиції свого часу. «Мізантропічна „Power“ відштовхне від себе тих, хто чекає ще одного життєрадісного хіта на кшталт „Hey Mama“», — пише автор рецензії.

### Нагороди
Pitchfork помістив «Power» на шосте місце у списку 100 найкращих пісень 2010 року. Rolling Stone помістив її на 40-е місце у списку 50 найкращих пісень року. Spin відзначив її у своєму списку 20 найкращих пісень року. MTV News помістив «Power» на третій рядок у списку 25 найкращих пісень року, назвавши її «дефінітивним синглом» з «одного з найкращих альбомів року». Time назвав її однією з 10 найкращих пісень року. Complex помістив її на шосте місце в списку кращих пісень року, назвавши її «гарчанням лева, метою якого було показати, на що здатний Каньє» і зазначивши, що «з усією чудовою музикою, що Каньє випустив цього року, ви могли забути, наскільки чудовою була „Power“». У листопаді 2011 року в Pazz & Jop, щорічному опитуванні критиків, проведеному журналом The Village Voice, критики помістили «Power» на п'яте місце у списку найкращих синглів року.
Оскільки «Power» вийшла до серпня, коли проводиться відбір робіт для премії «Ґреммі», вона стала єдиною роботою Каньє Веста, яка потрапила до номінації 53-ї церемонії вручення премії «Ґреммі». Вона була номінована на «Найкраще реп виконання», проте програла «Not Afraid» Емінема.

## Використання
«Power» була використана в ряді трейлерів до фільмів, таких як «Соціальна мережа» Девіда Фінчера, «Області пітьми» Ніла Берґера, «Гниле місто» Аллена Г'юза, «Фантастична четвірка» Джоша Транка. Крім цього вона була використана в саундтреках до фільму Софії Копполи «Елітне суспільство» та серіалу «Пліткарка». «Power» використовувалася в комп'ютерній грі Saints Row: The Third. Також вона була використана у трейлері до гри Forza Motorsport 4.

## Позов
У 2022 році Declan Colgan Music Ltd, власники механічної ліцензії на «21st Century Schizoid Man», подали позов проти UMG, стверджуючи, що Вест зробив семпли в «Power» без відповідної ліцензії. Вони стверджували, що UMG недоплатила їм роялті.

## Чарти
| Чарт (2010)                               | Пікова позиція |
| ----------------------------------------- | -------------- |
| Австралія (ARIA)                          | 100            |
| Бельгія (Ultratip Flanders)               | 39             |
| Канада (Canadian Hot 100)                 | 49             |
| Німеччина (German Black Charts)           | 4              |
| Ірландія (IRMA)                           | 30             |
| Велика Британія (UK R&B Chart)            | 10             |
| Велика Британія (Official Charts Company) | 36             |
| США (Billboard Hot 100)                   | 22             |
| США (Hot R&B/Hip-Hop Songs) (Billboard)   | 22             |
| США (Rap Songs) (Billboard)               | 14             |

| Чарт (2011)                                          | Пікова позиція |
| ---------------------------------------------------- | -------------- |
| Шотландія (Official Charts Company)                  | 39             |
| Велика Британія UK Singles (Official Charts Company) | 38             |
| Велика Британія UK R&B (Official Charts Company)     | 12             |

| Чарт (2013)    | Пікова позиція |
| -------------- | -------------- |
| Франція (SNEP) | 137            |

| Чарт (2010)                              | Позиція |
| ---------------------------------------- | ------- |
| США US Hot R&B/Hip-Hop Songs (Billboard) | 91      |

## Сертифікації
| Регіон                                                      | Сертифікація  | Продажі   |
| ----------------------------------------------------------- | ------------- | --------- |
| Данія (IFPI Denmark)                                        | Платиновий    | 90 000    |
| Німеччина (BVMI)                                            | Платиновий    | 300 000   |
| Італія (FIMI)                                               | Золотий       | 25 000    |
| Велика Британія (BPI)                                       | 2× Платиновий | 1 200 000 |
| США (RIAA)                                                  | 4× Платиновий | 4 000 000 |
| продажі+прослуховування, що базуються лише на сертифікаціях |               |           |